# Addagoppe d'Haran
Addagoppe d'Haran (c. 648-544 aC) fou una sacerdotessa assíria que va deixar escrita la seva autobiografia. En ella declara que va cuidar els santuaris de Nanna i que va viure fins a veure la quarta generació de descendents. Relata la seva vida a la cort de Babilònia, on es va exiliar després d'un canvi de dinastia al tron assiri i on va acabar regnant el seu fill Nabònides. El text es complementa amb un relat en tercera persona sobre el seu funeral, possiblement afegit pel seu fill, i va ser copiat en una tauleta descoberta el 1906 per l'arqueòleg H. Pognon.